# زورقک‌های دندانه‌دار
زورقک‌های دندانه‌دار (نام علمی: Odontocymbiola) نام یک سرده از تیره طوماریان است.